# シュコドラ空港
シュコドラ空港（Shkodër Airport, ICAOコード: LASK）は、アルバニア シュコドラ州シュコドラにある空港。